# Bajánsenye, Vas
Bajánsenye  este un sat în districtul Körmend, județul Vas, Ungaria, având o populație de 524 de locuitori (2011). 

## Demografie
Componența etnică a satului Bajánsenye
     Maghiari (98,89%)
     Germani (1,11%)
Componența confesională a satului Bajánsenye
     Reformați (45,23%)
     Romano-catolici (29,2%)
     Luterani (5,92%)
     Fără religie (1,91%)
     Necunoscută (17,75%)
     Alte religii (2,29%)
Conform recensământului din 2011, satul Bajánsenye avea 524 de locuitori. Din punct de vedere etnic, majoritatea locuitorilor (98,89%) erau maghiari, cu o minoritate de germani (1,11%). Nu există o religie majoritară, locuitorii fiind reformați (45,23%), romano-catolici (29,2%), luterani (5,92%) și persoane fără religie (1,91%). Pentru 17,75% din locuitori nu este cunoscută apartenența confesională.